# Marengo Museum
Il Marengo Museum, situato nella frazione di Spinetta Marengo, nel comune di Alessandria, Italia, è il museo dedicato alla battaglia di Marengo. Incarnazione multimediale dello storico centenario Museo di Marengo, venne aperto ufficialmente nel giugno 2009. Il museo ha sede all'interno di Villa Delavo, edificata nel 1846 per opera del farmacista Giovanni Antonio Delavo. Al suo interno sono conservati reperti e cimeli dell'epoca, accanto ad opere realizzate da artisti contemporanei. All'esterno del museo si estende il parco della villa, con il monumento funebre dedicato ai caduti della battaglia e al generale Desaix.

## LaPiramide di Marengo
Simbolo del Marengo Museum è la Piramide (che si trova anche nel logo), edificata nel 2009 prendendo spunto da un'idea dell'allora console Napoleone Bonaparte che, alcuni anni dopo la conclusione della battaglia, emanò un editto per dare ordine di costruire una piramide, sullo stile di quelle egizie, a imperitura memoria della sua vittoria e dei caduti in battaglia, primo fra tutti il generale Louis Charles Antoine Desaix, vero protagonista della vittoria. Testimonianze storiche raccontano che la piramide fu costruita per circa un terzo del suo volume grazie ai fondi del Genio francese, ma la sua edificazione fu interrotta per cause sconosciute ed i materiali di costruzione furono dispersi.
La piramide odierna è ricoperta di piastre di ghisa che, arrugginendosi, hanno conferito al metallo il colore della sabbia e richiamano l'idea originaria di Napoleone.
Al suo interno si trova l'accoglienza del museo, lo spazio informativo, il guardaroba e la libreria.

## La struttura espositiva

### Piano terra
Sala 1 Vienna, Capitale del Sacro Romano Impero, aprile 1800

Sala 2 Parigi, Capitale della Repubblica Francese, aprile 1800

Sala 3 L'Italia tra rivoluzione e reazione, 1796-1800

Sala 4 L'assedio di Genova, aprile-giugno 1800

Sala 5 L'Armata di Riserva passa le Alpi, 14-25 maggio 1800

Sala 6 Bonaparte ad Albard, 21 maggio 1800

Sala 7 La Legione Italica, maggio-giugno 1800

Sala 8 I personaggi di Marengo

### Piano primo
Sala 9 La campagna d'italia, maggio-giugno 1800

Sala 10 Prima della battaglia, 13 giugno 1800

Sala 11 Intelligence

Sala 12 Eserciti in battaglia, 1756-1866

Sala 13 L'attacco austriaco, 14 giugno dalle 6.00 alle 17.00

Sala 14 La vittoria francese, 14 giugno dalle 17.00 alle 22.00

Sala 15 La vita dei soldati, 1796-1815

Sala 16 Desaix

Sala 17 Il mito di Marengo

Sala 18 Alessandria Départment de Marengo, 1800-1814

### Piano Secondo
Mostre e allestimenti temporanei.

## Curiosità

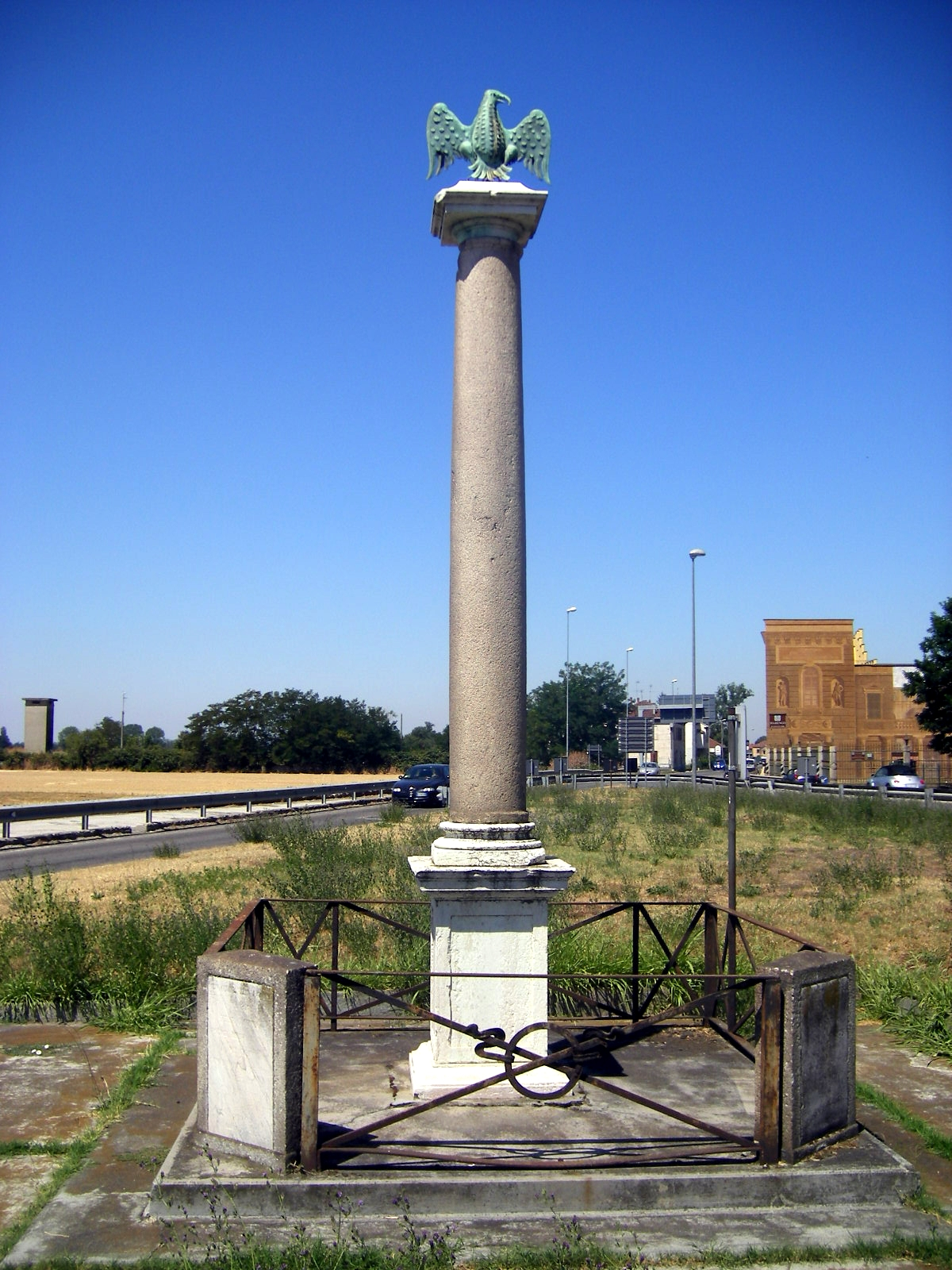
Colonna commemorativa

A circa 100 metri dalla corte d'onore antistante il museo (ma sul lato opposto della strada statale) è situata una colonna con aquila di bronzo, installata dall'amministrazione di Alessandria nel 1801, sottratta dagli austriaci dopo la caduta di Napoleone e riportata in loco nel 1918. A causa della particolare conformazione della viabilità, non è possibile recarsi a piedi dal museo sul sito della colonna.